# Es-klarinet
Een es-klarinet is een kleine klarinet.
De es-klarinet is een transponerend instrument en staat gestemd in es, wat betekent dat er een es klinkt wanneer het instrument een genoteerde c speelt, en is daarmee een kwart hoger dan de "gewone" bes-klarinet. De es-klarinet ziet er daardoor uit als een gewone klarinet, maar dan een stuk kleiner.
Bij de hogere tonen heeft de es-klarinet een veel scherpere en penetrantere toon dan de Bes-klarinet. Gekscherend wordt het instrument daardoor ook wel es-pieper genoemd, maar het gebruik van een es-klarinet is handig ter ondersteuning van de hoogste noten in de klarinetgroep. Als diezelfde noten op een bes-klarinet worden gespeeld, klinken die noten soms vervormd. Indien de es-klarinet bespeeld wordt in het medium of lagere register, zijn de tonen helemaal niet scherp. Hier bestaat vaak een misverstand over.
De bespeler van de es-klarinet zit meestal aan de rand van de klarinetgroep. Het instrument komt veel vaker voor bij harmonieorkesten dan bij symfonieorkesten.